# Max Schönleutner

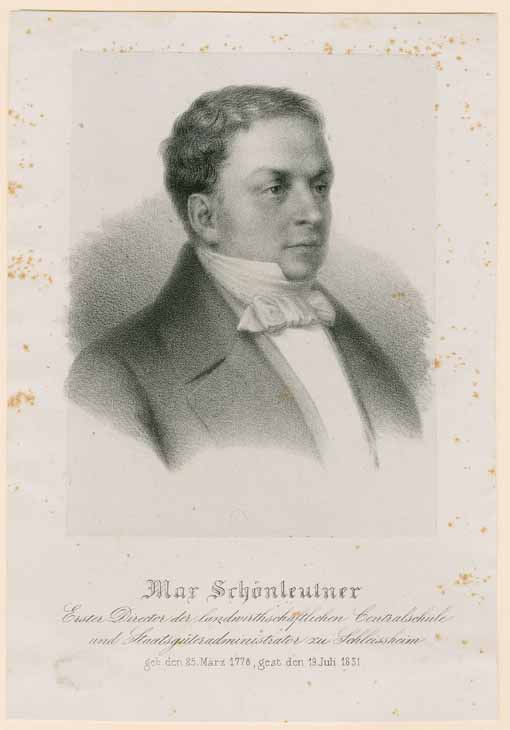
Max Schönleutner

Max Schönleutner (* 25. März 1778 in Prüfening bei Regensburg als Maximilian Joseph Adam Schönleithner; † 19. Juli 1831 in Schleißheim) war ein deutscher Agrarwissenschaftler. Er gilt als der Begründer der wissenschaftlichen Schule der bayerischen Landwirtschaft.

## Leben und Wirken
Max(imilian) Joseph Adam Schönleit(h)ner, in späterer Schreibweise Schönleutner, war der Sohn des kurfürstlichen Grenzschreibers und späteren Wegzolleinnehmers Johann Nepomuk Schönleithner und dessen Ehefrau Maria Theresia geb. Werner. Er besuchte die Lateinschule in Prüfening und später bis 1795 das (heutige) Wilhelmsgymnasium München. Am angeschlossenen Lyzeum absolvierte er sein zweijähriges Grundstudium (= Philosophie). Unmittelbar danach begann er 1797 ein Studium der Rechtswissenschaften an der Universität Ingolstadt und beendete es nach Verlegung dieser Universität im Mai 1800 in Landshut. Nach zehnmonatiger Tätigkeit bei der „Kriegsdeputation“ des Bayerischen Staatsmanns Johann Adam von Aretin (1769–1822) legte er 1801 die erste juristische Staatsprüfung ab. 1802 nahm er auf Geheiß des bayerischen Kurfürsten am ersten landwirtschaftlichen Lehrkurs bei Albrecht Daniel Thaer in Celle teil. Hier erhielt er nachhaltige Anregungen für seinen weiteren Lebensweg.
1803 wurde Schönleutner mit der Verwaltung des gerade säkularisierten Klostergutes Weihenstephan beauftragt. Gleichzeitig war er an der dort gegründeten forst- und landwirtschaftlichen Schule als Lehrer tätig. Nach Auflösung dieser Schule versuchte er die Ausbildung der Landwirte in Form eines kleinen Praktikanten-Instituts weiterzuführen. 1811 wurde ihm auch die Verwaltung der Güter Schleißheim und Fürstenried übertragen. In den folgenden Jahren betätigte er sich erfolgreich als Administrator dieser Staatsgüter, die die bayerische Ständeversammlung 1819 als Musterwirtschaften anerkannte. 1822 wurde in Schleißheim wieder eine landwirtschaftliche Lehranstalt errichtet (die spätere „Landwirthschaftliche Centralschule“) und Schönleutner zum Leiter ernannt. Hier wirkte er bis zu seinem frühen Tode im Jahre 1831.
Schönleutner war der wegbereitende Pionier des wissenschaftlichen Landbaus in Bayern. Über die Bewirtschaftung der von ihm verwalteten Güter veröffentlichte er mehrere Berichte. Zweimal (1823 und 1828) machte er einen Anlauf zur Begründung eines regelmäßig erscheinenden „Landwirtschaftlichen Jahrbuches“.  Sein wissenschaftliches Hauptwerk ist das 1828 erschienene Buch „Theorie des Ackerbaues nach physikalischen, durch vieljährige Erfahrungen geprüften Grundsätzen“. Es gehört zu den besten pflanzenbaulichen Lehrbüchern der ersten Hälfte des 19. Jahrhunderts. So wie Albrecht Daniel Thaer war auch Schönleutner fest davon überzeugt, dass nur die verstärkte Anwendung naturwissenschaftlicher Erkenntnisse den Landbau voranbringen könne. Den Plan, seine „Theorie des Ackerbaues“ zu einem Lehrbuch der gesamten Landwirtschaftswissenschaft auszubauen, konnte er durch seinen frühen Tod nicht mehr verwirklichen.
Während der letzten Jahre seines Lebens war Schönleutner starken Anfeindungen ausgesetzt. Vor allem Schafzüchter und Wollhändler erhoben gegen ihn den Vorwurf, er begünstige auf den mit seiner Lehranstalt verbundenen Musterwirtschaften zu stark den Ackerbau und vernachlässige dabei die Schafzucht, die seinerzeit in der Landwirtschaft einen hohen Stellenwert besaß. Zahlreiche Kritiker unterstellten ihm sogar, durch seine Vorliebe für den Ackerbau könne dem Königreich Bayern Schaden entstehen. Diese öffentlich ausgetragene, mit starker Polemik geführte Auseinandersetzung hat Schönleutner schwer getroffen. Kurz vor seinem Tode beantwortete er diese Angriffe auf sein Lebenswerk mit der Abwehrschrift „Die landwirtschaftlichen Musterwirthschaften im Königreiche Bayern und ihre Gegner“. Hier hat er klar und eindeutig seine Vorstellungen über Ziele und Aufgaben einer landwirtschaftlichen Lehranstalt und der mit ihr verbundenen Musterwirtschaften dargelegt. Diese Schrift wurde unbeabsichtigt zu seinem wissenschaftlichen Testament.
Von seinen Gegnern gedemütigt verstarb Schönleutner im Alter von 53 Jahren an den Folgen eines Schlaganfalls. Seine letzte Ruhestätte fand er auf dem Gutsfriedhof Hochmutting im heutigen Oberschleißheim. Die Fakultät für Landwirtschaft und Gartenbau in Weihenstephan stiftete 1970 die Max-Schönleutner-Medaille. Sie wird verliehen als Dank und Anerkennung an Persönlichkeiten, die sich durch ihr Wirken um Lehre, Forschung und Entwicklung der Landwirtschaft und des Gartenbaus in Bayern außergewöhnliche Verdienste erworben haben. Seit 2008 besteht die Max Schönleutner Gesellschaft Weihenstephan e. V., die nunmehr auch die Max-Schönleutner-Medaille verleiht.

## Hauptwerke
- Theorie des Ackerbaues nach physikalischen, durch vieljährige Erfahrungen geprüften Grundsätzen. Literarisch-Artistische Anstalt bei der Cotta´schen Buchhandlung München 1828.
- Die landwirthschaftlichen Musterwirthschaften im Königreiche Bayern und ihre Gegner. Literarisch-Artistische Anstalt bei der Cotta´schen Buchhandlung München 1830.